# Hendrum (Minnesota)
Hendrum es una ciudad ubicada en el condado de Norman en el estado estadounidense de Minnesota. En el Censo de 2010 tenía una población de 307 habitantes y una densidad poblacional de 364,72 personas por km².

## Geografía
Hendrum se encuentra ubicada en las coordenadas 47°15′51″N 96°48′38″O / 47.26417, -96.81056. Según la Oficina del Censo de los Estados Unidos, Hendrum tiene una superficie total de 0.84 km², de la cual 0.84 km² corresponden a tierra firme y (0%) 0 km² es agua.

## Demografía
Según el censo de 2010, había 307 personas residiendo en Hendrum. La densidad de población era de 364,72 hab./km². De los 307 habitantes, Hendrum estaba compuesto por el 94.79% blancos, el 0% eran afroamericanos, el 0.65% eran amerindios, el 0% eran asiáticos, el 0% eran isleños del Pacífico, el 4.56% eran de otras razas y el 0% pertenecían a dos o más razas. Del total de la población el 8.14% eran hispanos o latinos de cualquier raza.